# Track Top-40
Track Top-40 (ранее известный как Single Top 20, Single Top-20) — датский музыкальный хит-парад синглов.
Чарт включает 40 позиций и формируется на основе данных о продажах музыкальных синглов на CD или грампластинках и через Интернет. Все данные собираются компанией Nielsen Music Control, членом федерации IFPI (International Federation of the Phonographic Industry).

## 2001—2007: Hitlisten
Хит-парад появился в 1 января 2001 года и назывался Hitlisten; он включал в себя чарты Single Top-20 и Download Top 20.

## 2007-настоящее время: Tracklisten
2 ноября 2007 Tracklisten пришёл на смену Hitlisten, прекратившего своё существование в октябре 2007 года.